# اندرو آداماتزکی
اندرو آداماتزکی (انگلیسی: Andrew Adamatzky) دانشمند رایانه بریتانیایی و مدیر آزمایشگاه محاسبات غیر متعارف و استاد محاسبات غیر متعارف در گروه علوم رایانه و فناوری خلاق، دانشگاه غرب انگلستان، بریستول، بریتانیا است.
آداماتزکی به دلیل تحقیقاتش در زمینه محاسبات غیر متعارف شناخته شده‌است. به‌طور خاص، او بر روی رایانه‌های شیمیایی با استفاده از فرآیندهای واکنش - انتشار کار کرده‌است. او از قالب‌های لجنی برای برنامه‌ریزی مسیرهای بالقوه برای سیستم‌های جاده‌ای به عنوان اجزای سیستم‌های نانورباتیک استفاده و کشف کرده‌است که آنها به دنبال قرص‌های سنبل الطیب، که به عنوان یک آرام‌بخش گیاهی ترویج می‌شوند، به جای مواد مغذی هستند.
آداماتزکی مدیر آزمایشگاه محاسبات غیر متعارف، بنیانگذار سردبیر مجله اتوماتای سلولی (OCP Science، ۲۰۰۵–) و مجله بین‌المللی محاسبات غیر متعارف (OCP دانش، ۲۰۰۵–) و سردبیر فعلی و سرپرست پردازش موازی نامه‌ها (علمی جهانی، ۲۰۱۷–).
او در مستند ۲۰۱۴ باغ خزنده و در مستند ۲۰۱۹ لکه نقش داشته‌است.